# Масселис, Жюль
	Жюль Масселис (нидерл. Jules Masselis; 19 ноября 1886, Морследе, Бельгия — 29 июля 1965, Руселаре, Бельгия) — бельгийский профессиональный шоссейный велогонщик. 

## Достижения
1909
1-й Париж — Льеж
3-й Париж — Рубе
1910
1-й Тур Бельгии — Генеральная классификация
1911
1-й — Этап 2 Тур де Франс
 Лидер в генеральной классификации после Этапа 2
2-й  Чемпионат Бельгии — Групповая гонка
3-й Бордо — Париж
1912
3-й Милан — Сан-Ремо
1913
1-й — Этап 2 Тур де Франс (вместе с ещё 3 гонщиками)
 Лидер в генеральной классификации после Этапа 2

### Гранд-туры
| Гранд-тур      | 1908 | 1909 | 1910 | 1911 | 1912 | 1913 | 1914 | 1915 | 1916 | 1917 | 1918 | 1919 | 1920 |
| -------------- | ---- | ---- | ---- | ---- | ---- | ---- | ---- | ---- | ---- | ---- | ---- | ---- | ---- |
| Джиро д’Италия | —    | —    | —    | —    | —    | —    | —    | НП   | НП   | НП   | НП   | НП   | —    |
| Тур де Франс   | НФ   | —    | —    | НФ   | —    | НФ   | —    | НП   | НП   | НП   | НП   | НФ   | НФ   |

| —  | Не участвовал               |
| НП | Соревнование не проводилось |
| НФ | Не финишировал              |